# Ridée de Saint-Gildas-de-Rhuys
Die Ridée de Saint-Gildas-de-Rhuys ist ein bretonischer Reihen- oder Kreistanz mit 6 Schritten. In der Gegend um Saint-Gildas-de-Rhuys ist dieser Tanz beheimatet.

## Ausgangsposition
Die Tänzer stehen in einem Kreis, Seite an Seite. Die Tänzer fassen sich gegenseitig an den Fingern.
Ursprünglich wurde diese Ridée ausschließlich im Kreis getanzt. Heutzutage werden häufiger auch Ketten verwendet.

## Grundschritt
Der Tanz besteht aus 8 Schlägen.
1. Linker Fuß nach links
2. Rechter Fuß vorkreuz nach links
3. Linker Fuß nach links
4. Gewicht bleibt auf links; rechter Fuß wird in Kreismitte aufgesetzt
5. Pause
6. Rechter Fuß wird neben linken Fuß gesetzt und belastet

Bei den ersten drei Schritten ist der Körper nach links orientiert; bei Schritten 4–6 ist der Körper in die Kreismitte (oder senkrecht zur Kette) ausgerichtet.

## Armbewegung
Die Arme bewegen sich rhythmisch nach vorne. Bei Schritten 1–3 schwingen die Arme nach vorne.
Mit Schritt 4 werden die Arme auf Schulterhöhe hochgenommen. Auf Schlag 6 werden die Arme wieder runtergenommen.

## Videos
- Confédération Kenleur: Pornic - Ridée de Saint-Gildas - Tradi'deiz auf YouTube, 21. April 2021, abgerufen am 2. Februar 2025 (französisch).